# St. Adelheid (Müllekoven)

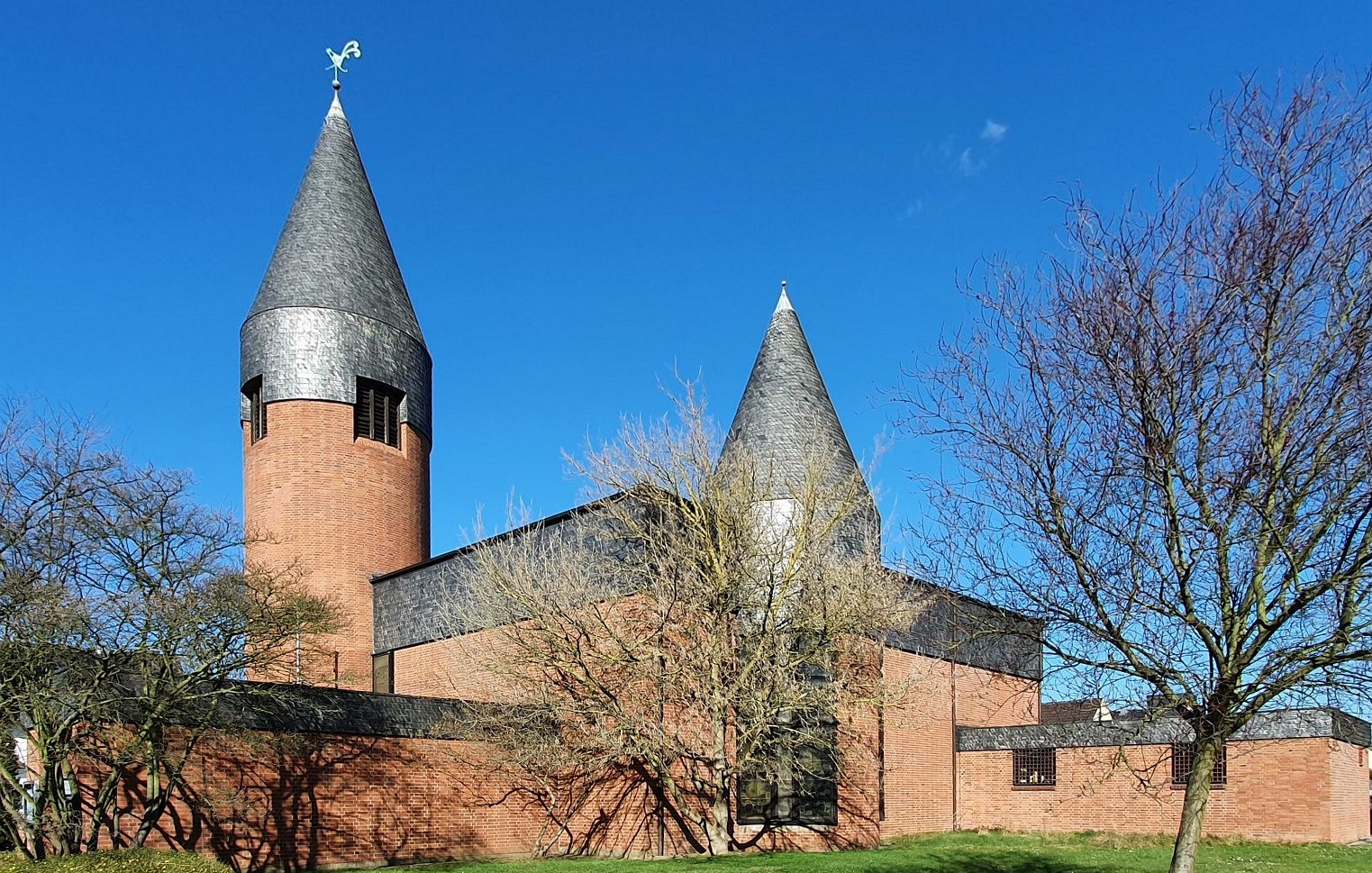
Filialkirche St. Adelheid von Gottfried Böhm

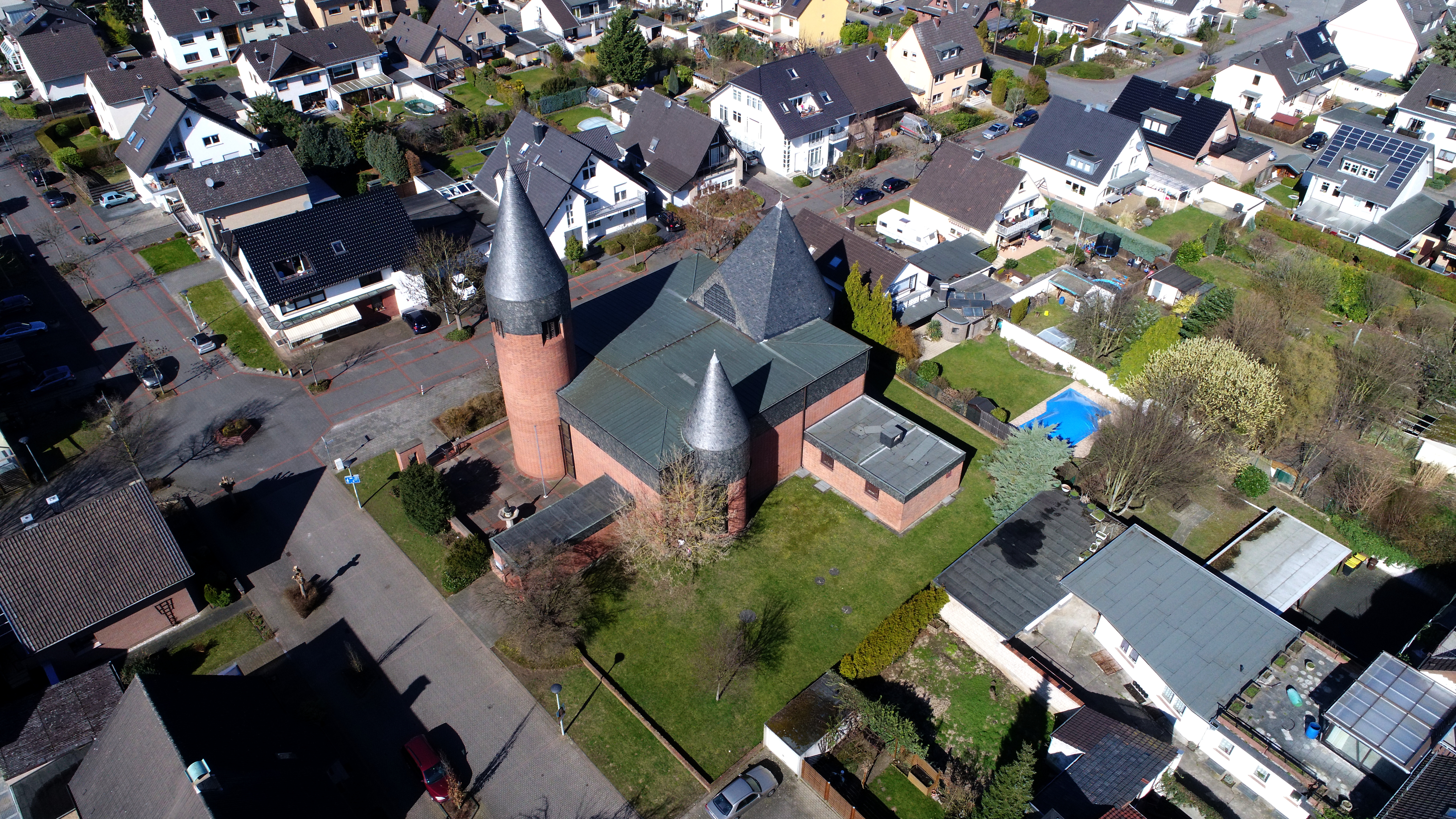
St. Adelheid (Luftaufnahme)

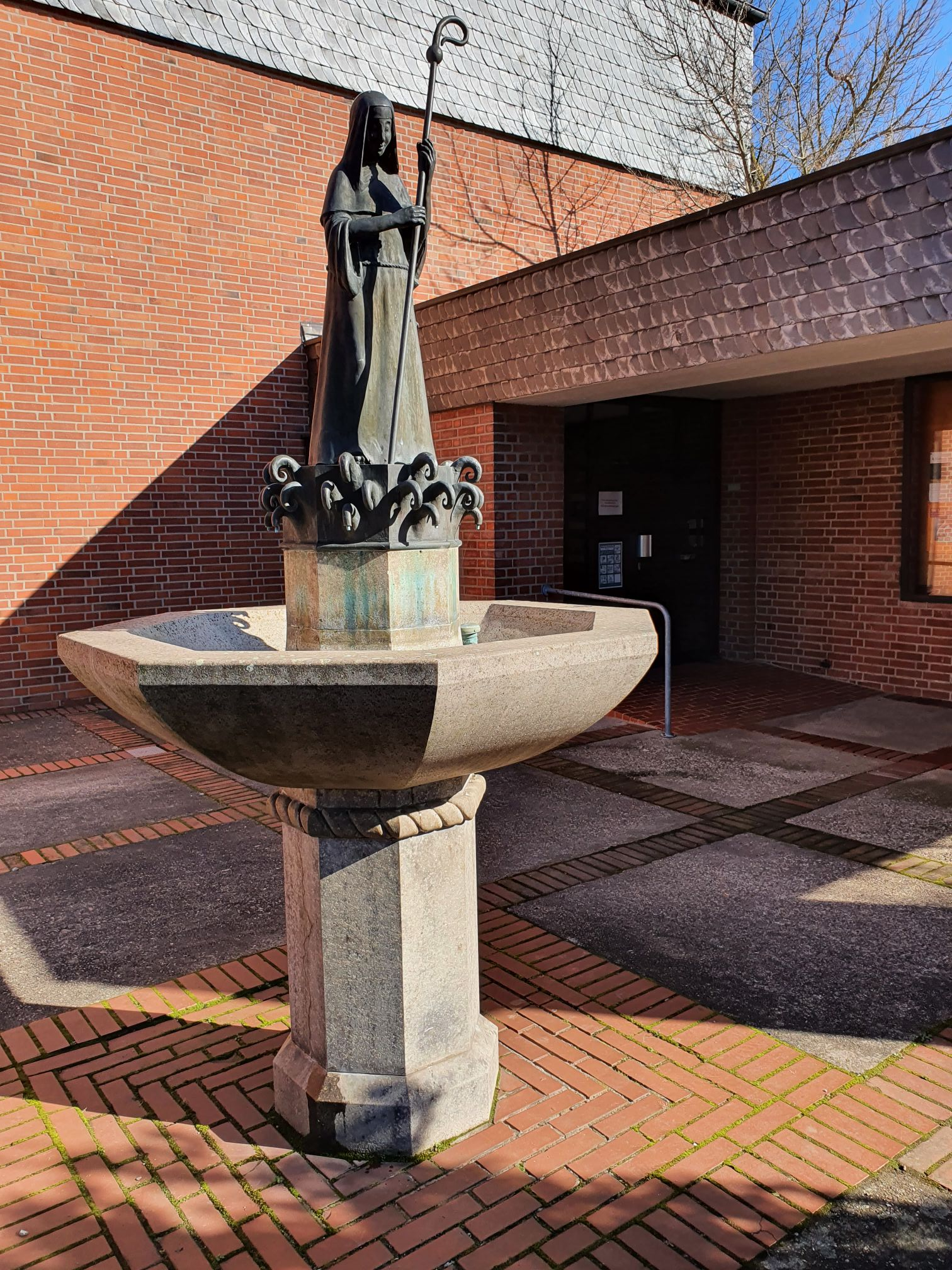
Adelheidis-Brunnen vor der Kirche in Müllekoven

St. Adelheid ist eine römisch-katholische Kirche in Müllekoven, einem Stadtteil von Troisdorf im nordrhein-westfälischen Rhein-Sieg-Kreis. Sie gehört als Filialkirche von St. Lambertus (Troisdorf-Bergheim) zur Pfarreiengemeinschaft Siegmündung im Kreisdekanat Rhein-Sieg-Kreis (Erzbistum Köln).

## Geschichte
Im damaligen Sieglarer Ortsteil Müllekoven, der seit alters her zur Pfarrei Bergheim gehört, wurde zu Beginn der 1950er Jahre in privater Initiative ein Kapellenbauverein gegründet, der das Ziel hatte, eine eigene Kirche als Filiale der Pfarrkirche St. Lambertus zu errichten.
Nach Plänen des Kölner Architekten Gottfried Böhm entstand von 1962 bis 1964 ein moderner roter Backsteinbau mit Glockenturm und schwarzen Schieferdächern, einem asymmetrischen Chordach sowie einem kleineren, zum Innenraum halboffenen Turm als Taufkapelle.
Wegen der tausend Jahre alten Verbindung der Müllekovener zum Stift Vilich wurde als Patrozinium für die neue Kirche dessen erste Äbtissin, die heilige Adelheid von Vilich, gewählt. Am 15. November 1964 wurde die Kirche eingesegnet, die Kirchweihe erfolgte am  11. Februar 1967  durch den Kölner Weihbischof Augustinus Frotz.

## Ausstattung
Im Inneren ist der Gemeinderaum schlicht als kastenförmiger Saal  mit Backsteinwänden und flacher Decke ausgeführt. Die Kirchenfenster entwarf der Architekt.
Der Altarraum ist weiß gefasst und nach oben zum Dachturm geöffnet, der über seine durchfensterte Südseite das Tageslicht einfallen lässt. Er wurde inklusive seiner Ausstattung 1990 von dem Kölner Bildhauer Sepp Hürten (1928–2018) neu gestaltet. Hürten schuf Altar, Ambo und Sedilien aus hellem Marmor. Der Altar ist mit einem Blattmotiv als Hinweis auf den Lebensbaum verziert. Das vor der Chorwand stehende Tabernakel aus Weidenhahner Trachyt zeigt die Form einer stilisierten Getreideähre, die in ihrer Mitte die Bronzetür des Tabernakelschrankes mit der Darstellung des Himmlischen Jerusalem und des Lamm Gottes aufnimmt. Das über dem Altar hängende barocke Kruzifix von 1596 erwarb Gottfried Böhm aus der Schweiz für die Kirche St. Adelheid. Es wurde von Sepp Hürten im Zuge der Altarraumneugestaltung 1990 neu gefasst und über dem Altar frei schwebend angeordnet. Die vierzehn figürlichen Kreuzwegstationen aus Bronze sind eine Arbeit des Künstlers Manfred Saul aus Hennef.
Die Taufkapelle ist als zylindrischer Zentralbau in Backstein ausgebildet. Ihre Glasfenster zeigen weiße und gelbe Seerosen-Motive auf blau-weißem Hintergrund. Das Taufbecken im Zentrum der Kapelle ist als massives Rundbecken aus Marmor ausgebildet mit einem floral gestalteten Bronzedeckel.

## Glocken
Die vier Kirchenglocken aus Bronze wurden 1964 von Hans Hüesker (Glockengießerei Petit & Gebr. Edelbrock in Gescher) gegossen.
| Name                      | Stimmung | Durchmesser (mm) | Gewicht (kg) | Inschrift |
| Jesus-Maria-Joseph-Glocke | fis′ –5  | 1133             | 900          | Jesus, Maria, Joseph steht mir bei im letzten Streite Zum Gedenken an meine lb. Eltern Lambert und Helene Schneider gewidmet von Ihrem Sohne 19 Friedrich 64 |
| Christus-König-Glocke     | a′ –5    | 934              | 500          | Eherner Glockenklang, Jubelnder Hymnensang, Dir König der Herrlichkeit, jetzt und in Ewigkeit 1964                                                           |
| Toten-Glocke              | h′ –6    | 833              | 350          | Requiem aeternam dona eis Domine et lux perpetua luceat eis. Den Gefallenen, Vermissten und Verstorbenen von Müllekoven sei diese Glocke geweiht.            |
| Maria-Glocke              | d″ –5    | 685              | 200          | Maria heiß ich, Gott preis ich, die Lebenden ruf ich, die Toten beklag ich, dem Unwetter wehr ich. 1964                                                      |

## Denkmalschutz
Die Kirche steht als Baudenkmal unter Denkmalschutz.